# Жамшы
Жамши́, Жамшы, Жамший, Джамчи, Жаман, Карасай — река в Шетском и Актогайском районах Карагандинской области. Берёт начало в горах Казахского мелкосопочника на высоте около 1000 м. Далее течёт на юг в сторону оз. Балхаш, куда, по-видимому, ранее и впадала во время весеннего половодья. Питание преимущественно снеговое, отчасти дождевое и грунтовое. Основной приток — река Мукур. Река маловодна, пересыхает в мае. Высыхает возле селение Карабулак. Жамшы — также название казахского рода Уш ок, издавна кочевавшего в этих краях. На берегу реки расположено село Жарылгап батыр. Л. А. Денисова составила гидрогеологическую карту Акжальского участка долины реки Жамши. Длина реки — 117 км, площадь бассейна — 1150 км². Расход воды в русле — 0,86 м³/с.
Исток расположен на горах Аккемер, урочище Темирастау, устье теряется в степях у села Карабулак.